# Maria Raisenmarkt
Maria Raisenmarkt ist ein Dorf in der Katastralgemeinde Raisenmarkt in der Marktgemeinde Alland im Bezirk Baden in Niederösterreich.

## Geografie
Der Kirchweiler liegt an der Durchzugsstraße südöstlich von Alland. Das Zentrum des Orts liegt auf einer Höhe von 371 m ü. A..
- Arnsteinhöhle – gleich unterhalb der Ruine, am Fuße des über 40 Meter hohen Burgfelsens,[1] liegt die ca. 40 Meter tiefe Höhle; sie ist ca. 15 Meter weit begehbar.
- Arnsteinnadel – die ca. 13 Meter hohe, steilgewundene Felsformation droht jederzeit umzustürzen.

## Geschichte
Der Ort wurde urkundlich 1285 genannt.
- Der Sage nach steckte der Burgherr von Arnstein, nach der Rückkehr von einem Kreuzzug, seine untreue Gattin - sie behauptete, der Teufel in Gestalt eines Hundes hätte sie trotz Keuschheitsgürtels geschwängert - in ein Fass mit Dornen und ließ sie den Burgfelsen hinabrollen. Der Ort, wo das Fass mit der Toten zu stehen kam, war der Platz der Kirchengründung. Der geheimnisvolle Grabstein der Unglücklichen, mit dem Abbild eines Hundes, aus dessen Bauch eine Lilie wächst, steht heute noch in der Pfarrkirche Alland. Die Kanzel der Wallfahrtskirche befand sich ursprünglich in der (1889 abgetragenen) St.-Laurentius-Kirche in Mayerling.[2]

## Kultur und Sehenswürdigkeiten
- Burgruine Arnstein – die auf einem nördlichen Ausläufer des Peilsteins thronende Burg wurde 1529 von den Türken zerstört.
- Wallfahrtskirche Maria Raisenmarkt – eine frühere – möglicherweise aus dem 12. Jahrhundert stammende – Kapelle wurde 1783 zur Pfarrkirche erweitert. 1890 wurde das heutige hölzerne Tonnengewölbe eingesetzt. 1983 wurden bei Renovierungsarbeiten ein romanisches und ein frühgotisches Fenster aus dem 12. und 13. Jahrhundert freigelegt. 1987 wurde diese römisch-katholische Kirche zur Wallfahrtskirche erhoben. Der Ort heißt daher seit 1989 Maria Raisenmarkt. Zahlreiche Wallfahrten führen von hier auf Waldwegen auf den Hafnerberg, wie beispielsweise die Annawallfahrt jährlich Ende Juli.

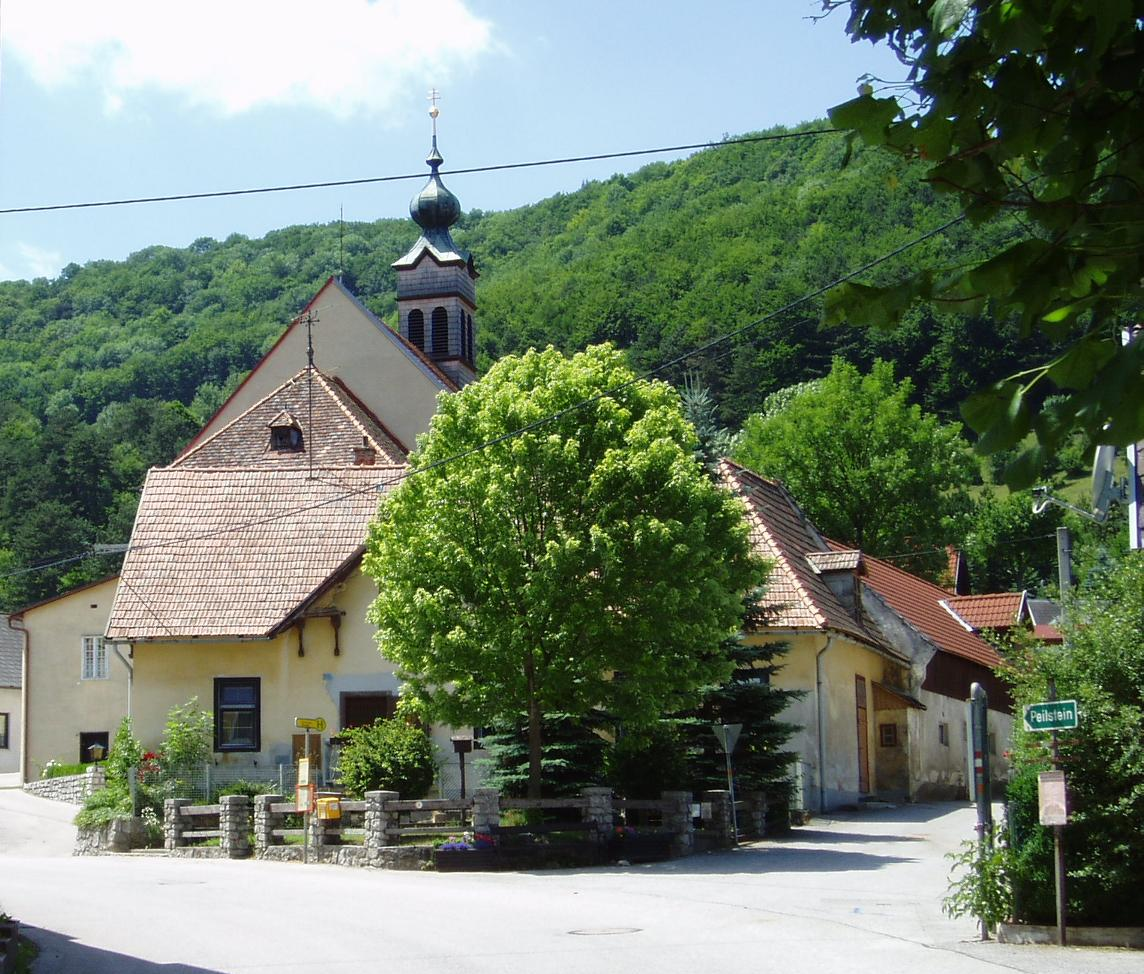
Blick zum Zentrum
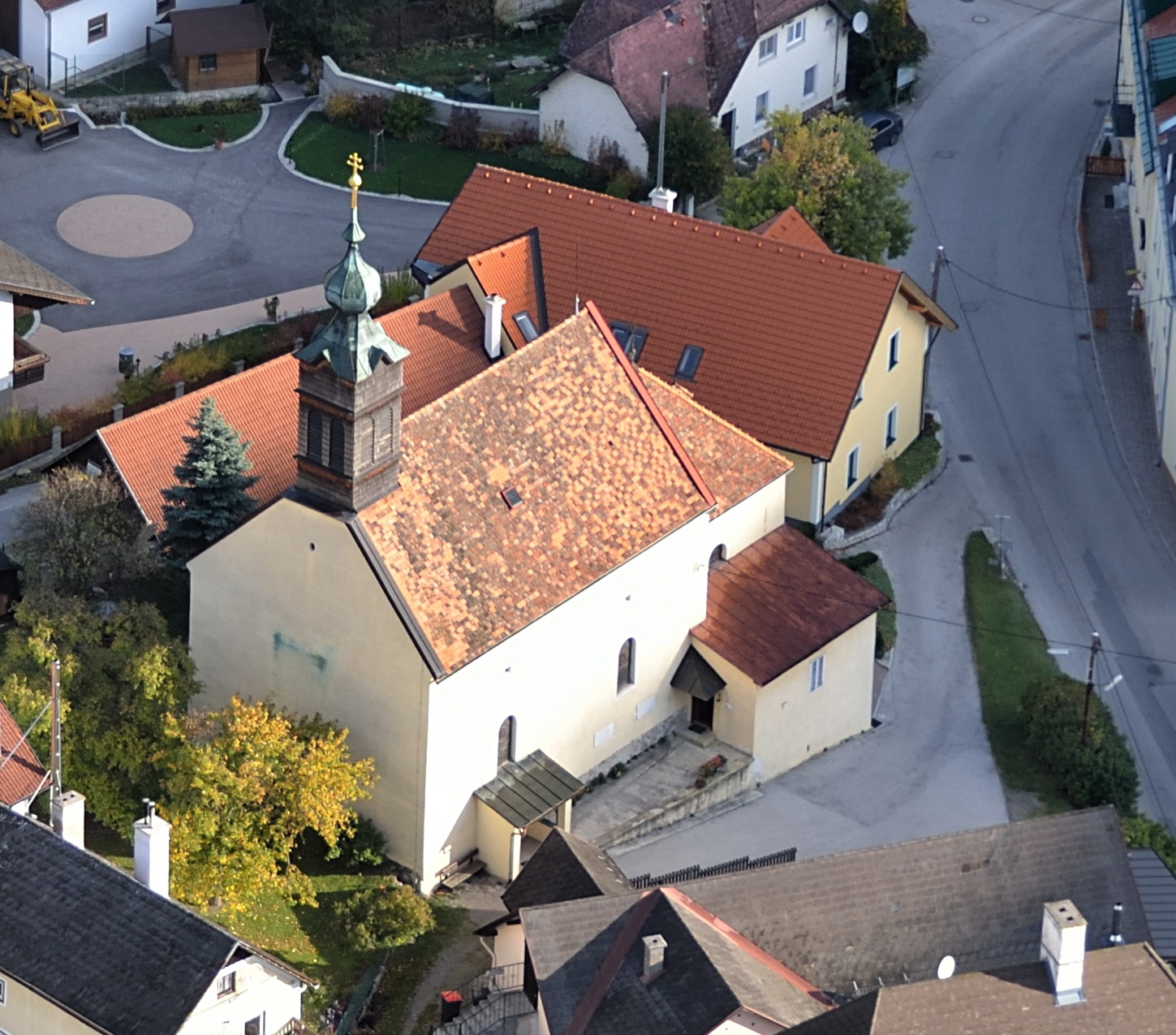
Wallfahrtskirche (Luftbild)
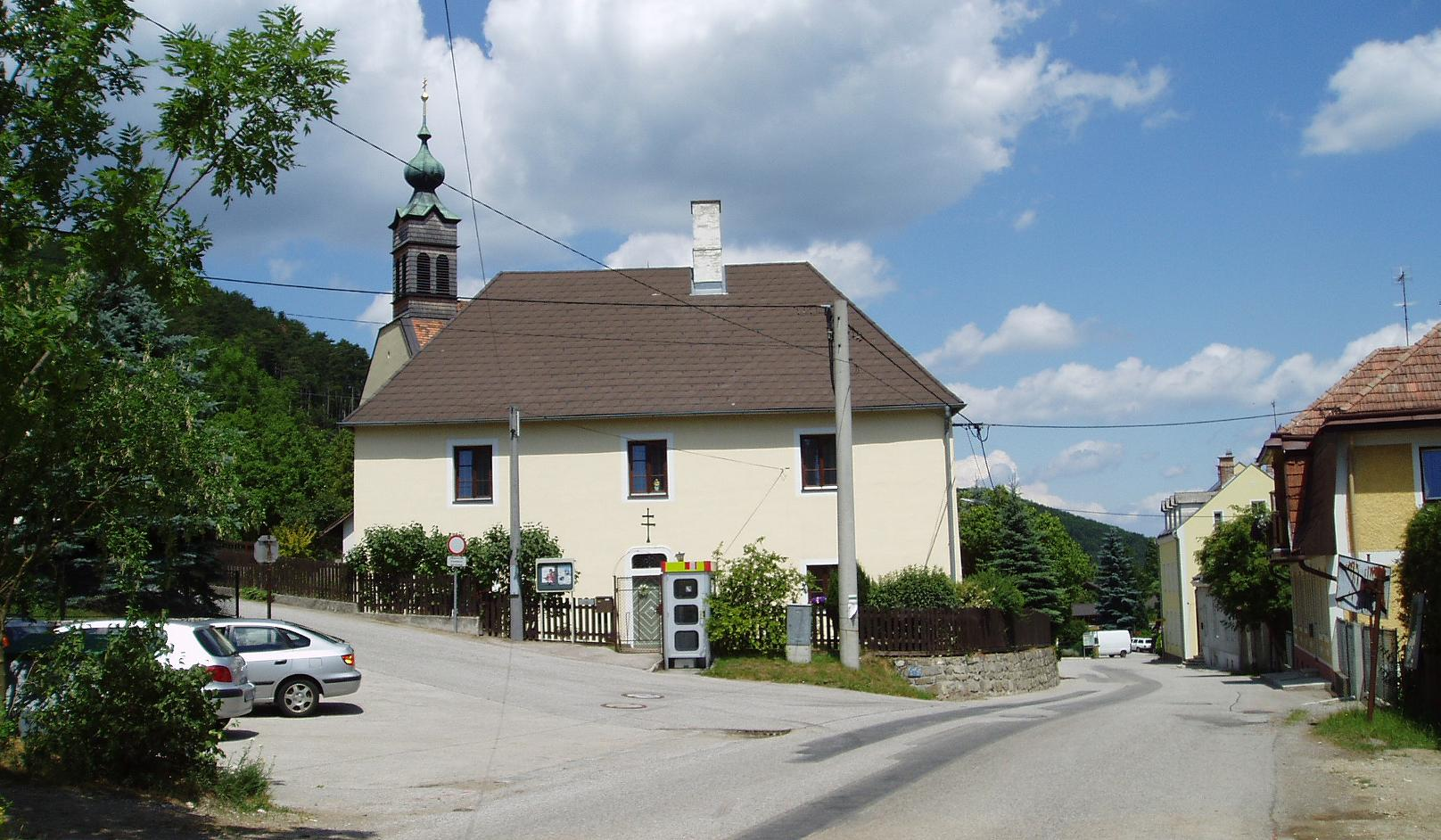
Die Landesstraße 4004 und das Pfarramt
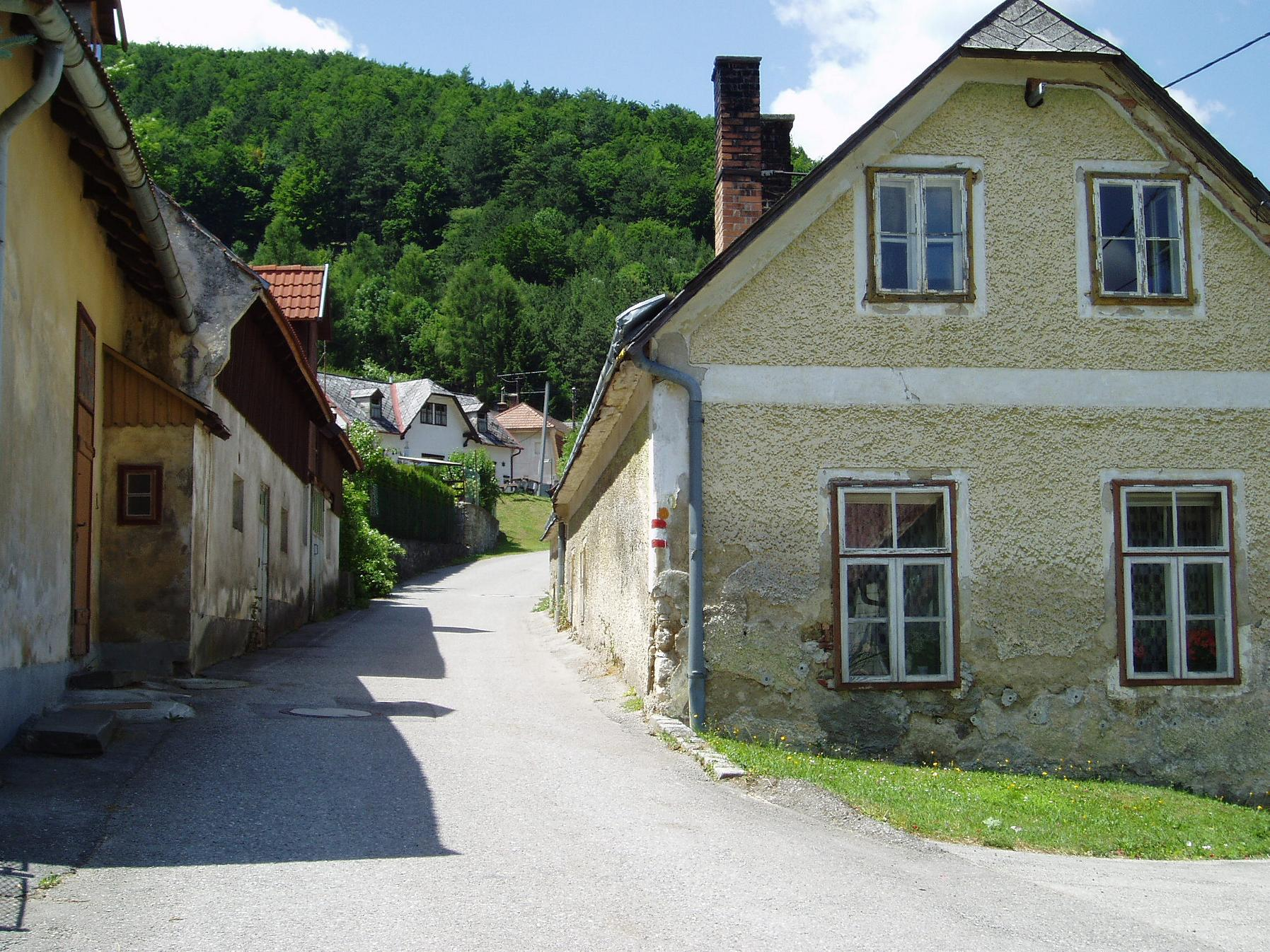
Die alte Gasse zur Burgruine Arnstein
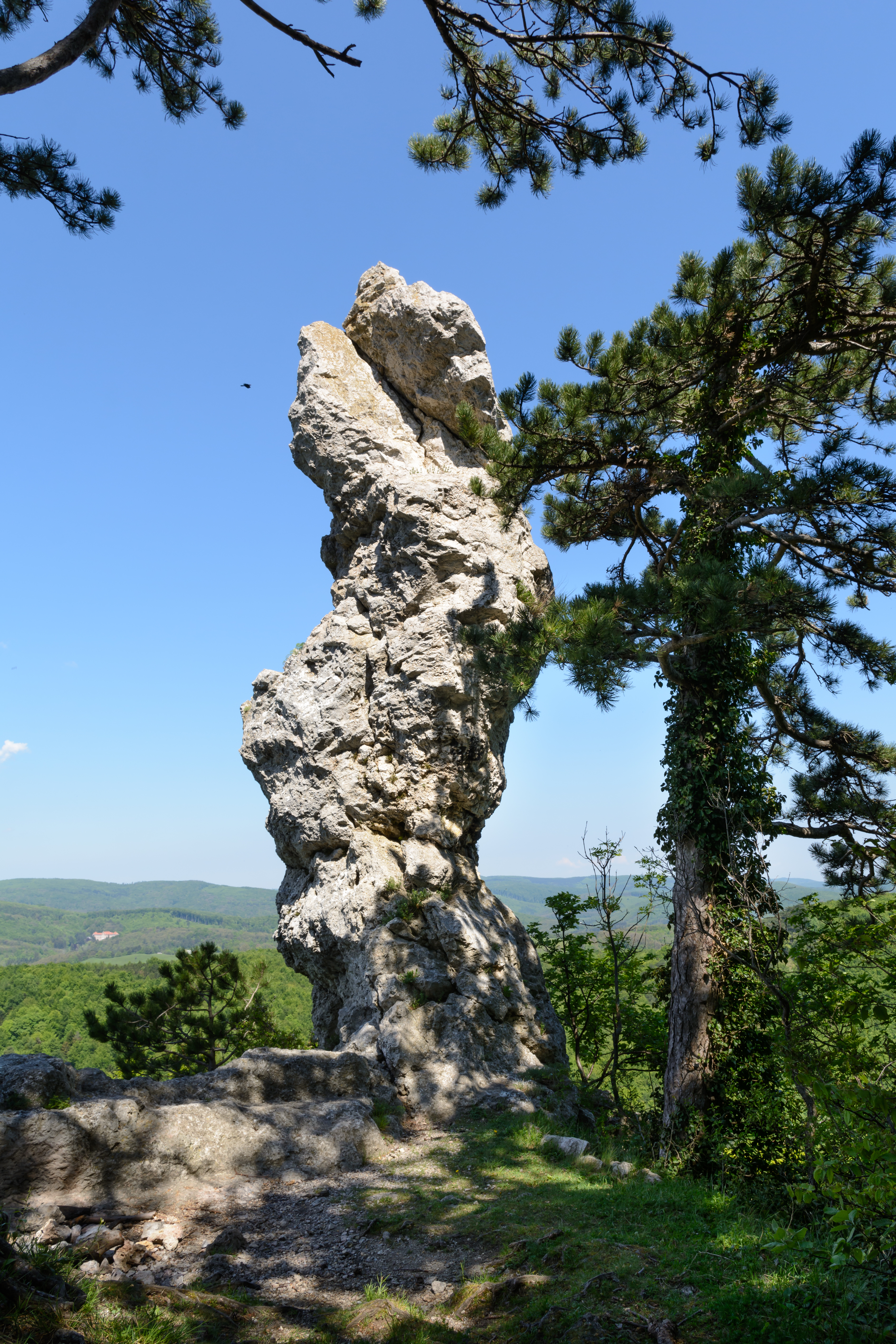
Arnsteinnadel
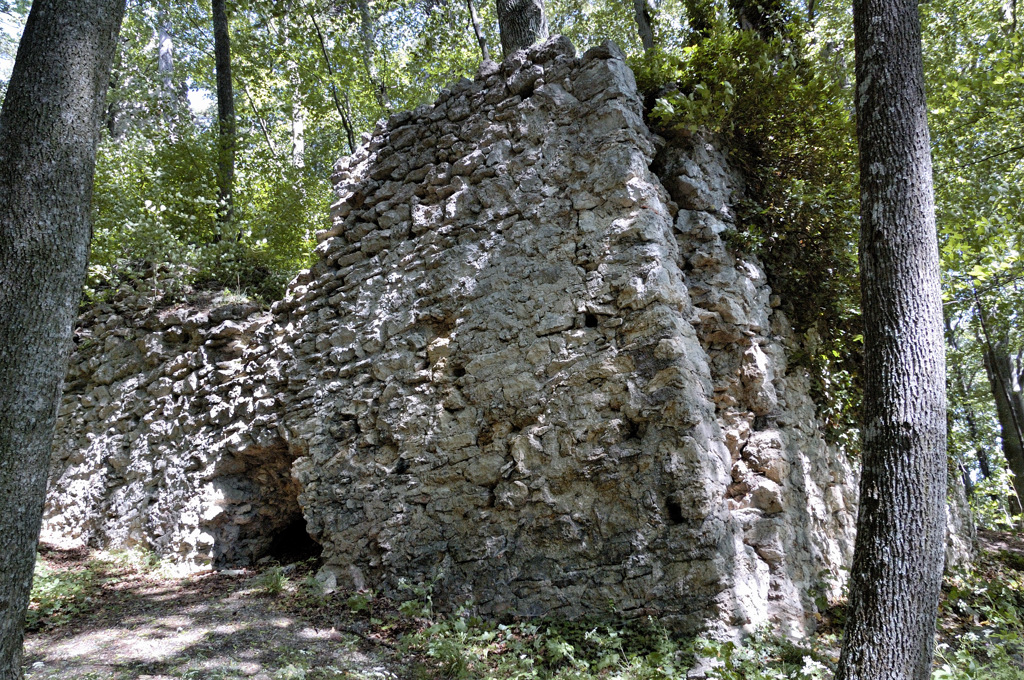
Burgruine Arnstein
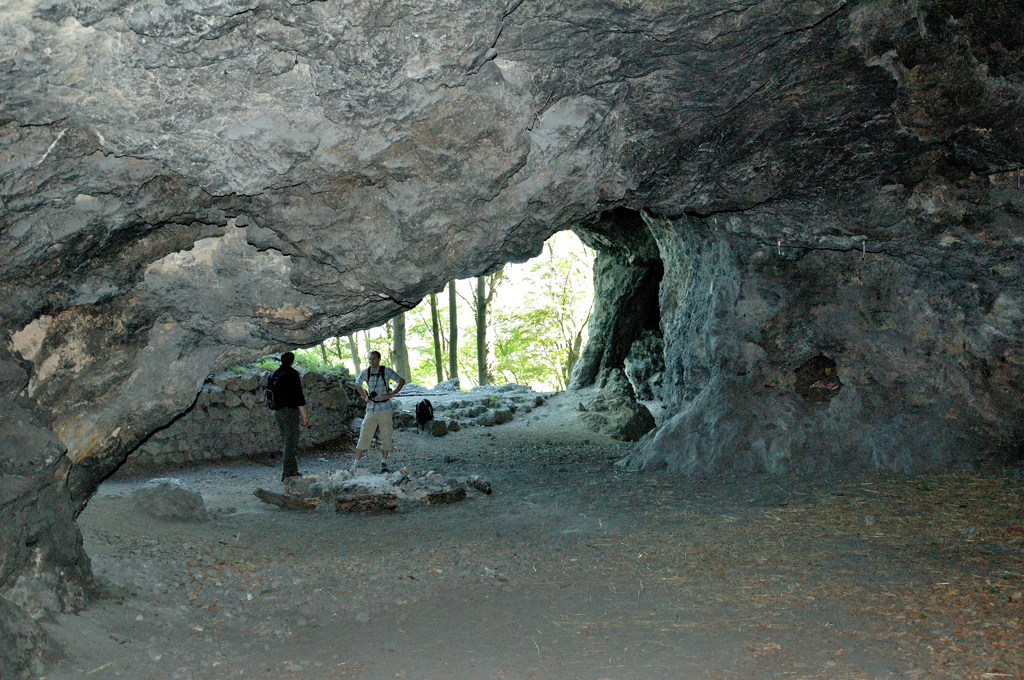
Arnsteinhöhle
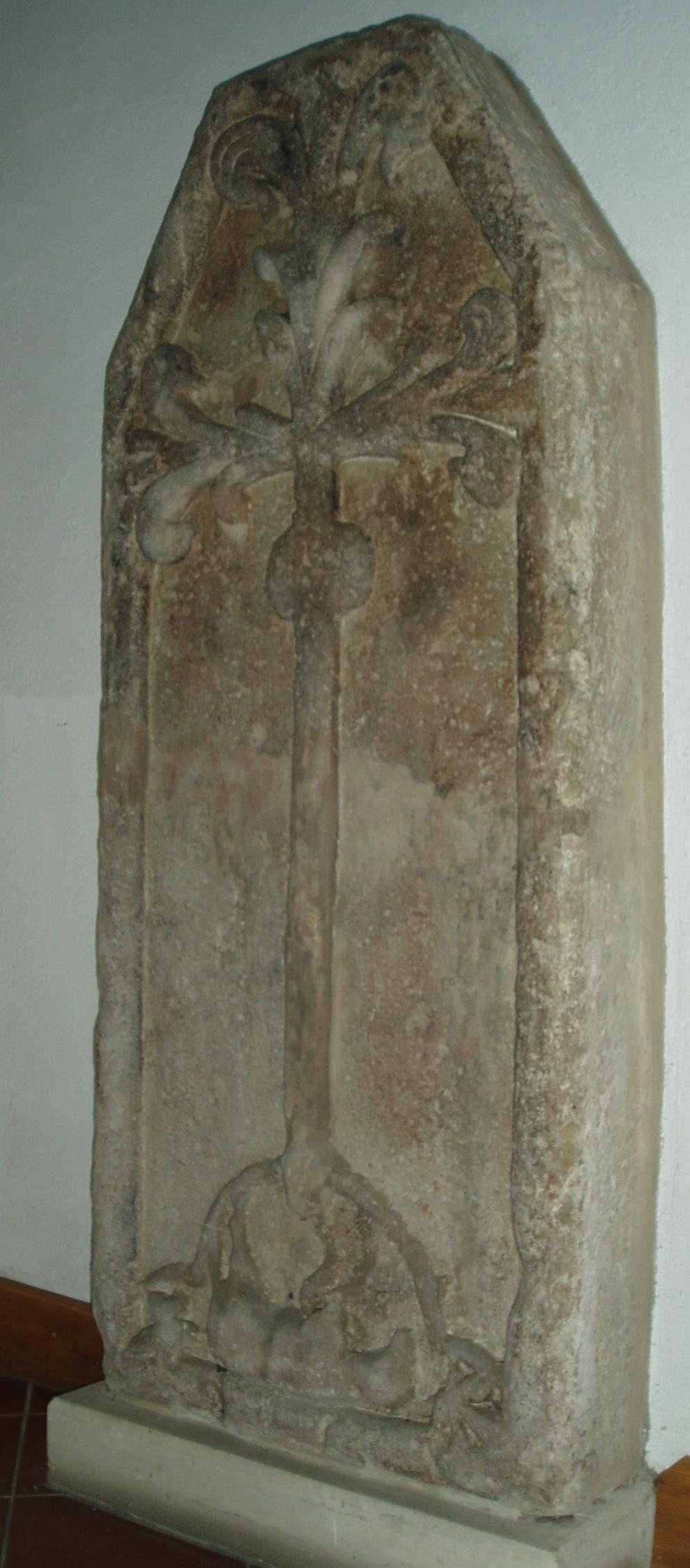
Die Grabplatte in der Pfarrkirche Alland